# マッキー牧元
マッキー 牧元（マッキー まきもと、Mackey Makimoto）として知られる、牧元 裕之（まきもと ひろゆき、1955年 - ）は、「タベアルキスト」を自称し、食文化に関する執筆や講演などをおこなっている日本の著作家、コラムニスト。「ポテサラ学会」会長とも自称している。株式会社味の手帖取締役編集顧問でもある。

## 経歴
東京都出身。
立教大学卒業。
1978年にビクター音楽産業（後のビクターエンタテインメント）に入社して、宣伝や制作業務に従事し、SPEEDSTAR RECORDSにも関わった。サザンオールスターズの1998年のアルバム『さくら』では、Special Thanks がクレジットされている。
もともと牧元は、学生時代の1974年から「様々なメディア」に記事を「書きまくった」と述べているが、特に、1994年に『山本益博の東京食べる地図』の取材、執筆に参加したのを契機に、様々な雑誌などに寄稿し始め、さらに、テレビやラジオにも活動の場を広げた。
2010年には、ビクターエンタテインメントを退社した。

## おもな著書

### 単著
- 東京・食のお作法、文藝春秋（文春文庫）、2010年
- 間違いだらけの鍋奉行、講談社、2014年
- 出世酒場 ビジネスの極意は酒場で盗め、集英社、2016年
- 超一流のサッポロ一番の作り方、ぴあ、2018年

### 共著
- （山本益博との共著）東京1000円味のグランプリ、講談社、2000年
- （山本益博との共著）東京1000円味のグランプリおかわり!、講談社、2004年
- （山本益博、河田剛との共著）東京とんかつ会議、ぴあ、2017年

### 監修
- （立野真琴の漫画作品、牧元は料理監修）トラットリア闇市、白泉社 (HANAMARU COMICS PREMIUM)、2013年
- ポテサラ酒場 ポテトサラダ好きが通う名店案内、辰巳出版、2014年